# Viscera (wrestler)
Nelson Frazier Jr. (14. února 1971 – 18. února 2014) byl americký profesionální wrestler, známý díky svému působení ve World Wrestling Federation/World Wrestling Entertainment (WWF/WWE) v devadesátých letech 20. století pod jmény Mabel, Viscera a Big Daddy V.
Během své kariéry získal WWF World Tag Team Championship, WWF Hardcore Championship a v roce 1995 se stal vítězem akce King of the Ring.
Kritizován byl za svůj nebezpečný wrestlingový styl. Během let svými chvaty několik zápasníků zranil, a proto nebyl mezi svými kolegy oblíbený.

## Osobní život
Až do své smrti v roce 2014 byl ženatý s Cassandrou Frazierovou. Kvůli obezitě měl vysoký krevní tlak a cukrovku. Jeho manželka uvedla, že před svou smrtí plánoval žít zdravěji, protože mu lékaři řekli, že jeho krevní tlak je příliš vysoký a ovlivňuje jeho cukrovku 2. typu. Reagoval na to tím, že ze svého jídelníčku odstranil sůl a cukr, což vedlo k tomu, že zhubl přes 100 kilogramů a jeho vysoký krevní tlak klesl na zdravou úroveň.

## Smrt
Dne 18. února 2014 zemřel na infarkt, pouhé čtyři dny po svých 43. narozeninách. Byl zpopelněn a jeho vdova rozdělila popel na 500 přívěsků jako dárek pro jeho blízké.
V den ročního výročí jeho smrti podala vdova žalobu na WWE. Tvrdila, že společnost zatajila informace, zkreslila výsledky výzkumu a špatně informovala Visceru a další zápasníky o rizicích spojených s otřesy mozku a chronickou traumatickou encefalopatií (CTE), které podle žaloby způsobily Viscerovi vážnou ztrátu krátkodobé paměti, migrény a deprese, což vedlo k jeho smrti. Společnost WWE za jeho smrt vinu necítila a uvedla, že zemřel 8 let po svém posledním zápasu, a navíc na srdeční selhání. Soudkyně žalobu vdovy následně zamítla.

## Filmografie
| Rok  | Náezv                                                   | Role  |
| ---- | ------------------------------------------------------- | ----- |
| 2009 | National Lampoon's 301: The Legend of Awesomest Maximus | Obr   |
| 2010 | Wrong Side of Town                                      | zvíře |

## Úspěchy a ocenění
- All Japan Pro Wrestling
  - All Asia Tag Team Championship (1x) – s Taru
- Great Championship Wrestling
  - GCW Heavyweight Championship (1x)
- Memphis Wrestling
  - Memphis Wrestling Southern Heavyweight Championship (1x)
- Memphis Wrestling Hall of Fame
  - Class of 2022
- Music City Wrestling
  - MCW North American Heavyweight Championship (1x)
- New England Pro Wrestling Hall of Fame
  - Class of 2013
- Ozarks Mountain Wrestling
  - OMW North American Heavyweight Championship (1x)
- Pro Wrestling Federation
  - PWF Tag Team Championship (2x) – s Bobbym Knightem
- Pro Wrestling Illustrated
  - Ranked #49 of the top 500 singles wrestlers in the PWI 500 in 1995
  - Ranked #340 of the 500 best singles wrestlers of the PWI Years in 2003
- United States Wrestling Association
  - USWA Heavyweight Championship (1x)
- World Wrestling Council
  - WWC Universal Heavyweight Championship (1x)
- World Wrestling Federation
  - WWF Hardcore Championship (1x)
  - WWF Tag Team Championship (1x) – s Mo
  - King of the Ring (1995)
- Wrestling Observer Newsletter
  - Worst Feud of the Year (2007) vs. Kane
  - Worst Tag Team (1999) with Mideon
  - Worst Worked Match of the Year (1993) s Mo a The Bushwhackers vs. The Headshrinkers, Bastion Booger, a Bam Bam Bigelow
- Xcitement Wrestling Federation
  - XWF Heavyweight Championship (1x)